# Pylaemenes konkakinhensis
Pylaemenes konkakinhensis ist ein in Vietnam vorkommender Vertreter der Gespenstschrecken. Die Art ist bisher nur von einem einzigen Weibchen bekannt.

## Merkmale
Bei Pylaemenes konkakinhensis handelt es sich um eine robuste langgestreckte Art, die sehr wenige Strukturen auf der Körperoberfläche aufweist und stark der zeitgleich beschriebenen Pylaemenes konchurangensis ähnelt. Von dieser ist sie durch zwei Tuberkel am äußeren Rand des ersten Fühlersegments, das Fehlen körnchenförmiger Tuberkel im hinteren, seitlichen Bereich des vierten Tergits des Abdomens und die am Ende zugespitzte Subgenitalplatte des Abdomens unterscheidbar. Das beschriebene Weibchen ist 47 mm lang, hat 14 mm lange Fühler und einen 3,5 mm langen Kopf. Auf seinem Scheitel befinden sich zwischen den Augen zwei Paar Tuberkel. Das vordere Paar ist größer als hinteres. Der Hinterkopf ist erhöht und hat einen kurzen, oberseits V-förmigen Kamm. Der hintere Rand des Kopfes zeigt sechs kleine Tuberkel. Das quadratische Pronotum ist 3,0 mm lang und zeigt keine Granulatreihen entlang der Seiten der Längsfurche. Sein Vorderrand ist nach innen gebogen. Das Mesonotum ist mit 10,0 mm Länge deutlich länger als das 4,0 mm lange Metanotum und das 2,0 mm lange Mediansegment zusammen. Es ist fast parallelseitig und nur leicht nach hinten erweitert. Eine Längslinie in der Mitte ist nur undeutlich erkennbar. Seine Vorder- und Hinterränder sind schwach erhöht. Das Metanotum ist rechteckig, länger als breit und zeigt ebenfalls nur eine undeutliche Mittellinie. Auf dem vierten bis siebten Tergit des Abdomens befinden sich medial X-förmige Kanten. Das zweite bis vierte Tergit verbreitert sich nach hinten, während sich das fünfte und sechste Tergit nach hinten verjüngt. Das siebte Tergit hat mittig im hinteren Bereich einen aufgeblähten, buckelartigen Bereich, welcher Präopercularorgan genannt wird. Mittig, hinten auf dem neunten Tergit befindet sich eine längliche kammartige Struktur, deren Spitze deutlich eingekerbt ist. Die Art zeigt eine Färbung, bei der helle Beige- und Brauntöne durch ein kontrastreiches Muster aus fast weißen, dunkelbraunen und schwarzen Flecken ergänzt werden. Diese Zeichnung ist eher typisch für Weibchen der Gattung Orestes.

## Taxonomie und Systematik
George Ho Wai-Chun beschrieb die Art im Juli 2018 als Pylaemenes konkakinhensis anhand eines einzelnen Weibchens, welches Alexei V. Abramov aus Russland im Mai 2016 in 900 m Höhe im westlichen Teil des Nationalparks Kon Ka Kinh in der vietnamesischen Provinz Gia Lai gefunden hatte. Diese Weibchen ist als Holotypus am Manchester Museum der University of Manchester hinterlegt. Der Artname bezieht sich auf den Fundort des Tieres.
Im Rahmen der Beschreibung von sechs neuen Orestes-Arten aus Vietnam stellten Joachim Bresseel und Jérôme Constant bereits im Januar 2018 eine neue Abgrenzung zwischen den Gattungen Pylaemenes und Orestes vor, die 2021 durch molekulargenetische Untersuchungen bestätigt wurde. Dieser folgend, müsste Pylaemenes konkakinhensis in die Gattung Orestes überführt werden.